# Karl Jónsson
Karl Jónsson († 1213 in Þingeyrar, Island) war ein isländischer Abt und Autor der Sverris saga, der Vita des norwegischen Königs Sverre Sigurðarson.

## Leben
Zum frühen Leben Karls liegen keine Kenntnisse vor. Erst als er 1169 zum Abt des Klosters Þingeyrar gewählt wurde, lässt er sich als Person historisch fassen. 1181 legte er das Amt nieder und verließ 1185 Island, um sich in Norwegen bis 1188 aufzuhalten. Nach seiner Rückkehr trat er sein Amt wieder an. In Norwegen gelangte er ins Umfeld von und in engeren Kontakt mit Sverre, der ihn als Schreibkundigen beauftragte, seine Vita zu verfassen, die Sverre in seinem Sinn überwachte. Die Saga schloss Karl Jónsson vermutlich kurz nach Sverres Tod im Jahr 1202 ab. Er selbst blieb bis 1207 Abt und verstarb in Þingeyrar im Jahr 1213.